# Henriette Skram
Ida Johanne Henriette Skram, född 28 september 1841 i Köpenhamn, död där 10 november 1929, var en dansk pedagog. Hon var från 1877 föreståndare för pionjärskolan N. Zahles Skole och tillhörde förkämparna för införandet av gymnasieutbildning och studentexamen för kvinnor i Danmark.